# Хушикат (приток Зеравшана)
Хушикат (тадж. Хушекат) — река протекающая по территории Айнинского района Согдийской области Таджикистана. Правый приток реки Зеравшан впадающий в него в 682 км от устья. Берёт начало на южных склонах Туркестанского хребта из ледника без названия в 1,1 км на северо-западе от высоты с отметкой 4226,8 м. В устьевой части протекает по восточной окраине одноимённого посёлка.
Длина — 17 км. Площадь водосбора — 61,3 км². Количество рек протяжённостью менее 10 км расположенных в бассейне Хушикат — 4, их общая длина составляет 7 км.